# Natació sincronitzada al Campionat del Món de natació de 2009
La competició de natació sincronitzada al Campionat del Món de natació de 2009 es realitzà al complex esportiu aqüàtic Foro Itálico de la ciutat de Roma (Itàlia).

## Resum de medalles
| Event          | Or | Or     | Plata | Plata  | Bronze | Bronze |
| Solo tècnic    | Natalia Ishchenko (RUS) | 98,667 | Gemma Mengual (ESP) | 97,833 | Marie-Pier Boudreau Gagnon (CAN) | 96,000 |
| Solo lliuire   | Natalia Ishchenko (RUS) | 98,833 | Gemma Mengual (ESP) | 98,333 | Beatrice Adelizzi (ITA) | 95,500 |
| Duet tècnic    | RússiaAnastassia Davídova · Svetlana Romàixina | 98,667 | EspanyaAndrea Fuentes · Gemma Mengual | 97,333 | R.P. de la XinaJiang Tingting · Jiang Wenwen | 95,667 |
| Duet lliure    | RússiaNatalia Ishchenko · Svetlana Romàixina | 98,833 | EspanyaAndrea Fuentes · Gemma Mengual | 98,333 | R.P. de la XinaJiang Tingting · Jiang Wenwen | 97,000 |
| Equips tècnics | RússiaDaria Korobova · Anna Nasekina · Aleksandra Patskevich · Victoria Shestakovich · Alla Shishkina · Elizaveta Stepanova · Anjelika Timanina · Sofia Volkova             | 98,833 | EspanyaOna Carbonell · Raquel Corral · Margalida Crespí · Andrea Fuentes · Thais Henríquez · Paula Klamburg · Irina Rodríguez · Cristina Salvador | 97,833 | R.P. de la XinaHuang Xuechen · Jiang Tingting · Jiang Wenwen · Liu Ou · Luo Xi · Wang Na · Wu Yiwen · Zhang Xiaohuan                                                                 | 96,667 |
| Equips lliures | RússiaAnastassia Davídova · Natalia Ishchenko · Daria Korobova · Anna Nasekina · Aleksandra Patskevich · Svetlana Romàixina · Alla Shishkina · Anjelika Timanina            | 99,167 | EspanyaOna Carbonell · Raquel Corral · Margalida Crespí · Andrea Fuentes · Thais Henríquez · Paula Klamburg · Gemma Mengual · Irina Rodríguez     | 98,167 | R.P. de la XinaHuang Xuechen · Jiang Tingting · Jiang Wenwen · Liu Ou · Luo Xi · Wang Na · Wu Yiwen · Zhang Xiaohuan                                                                 | 97,167 |
| Combinada      | EspanyaAlba Cabello · Ona Carbonell · Raquel Corral · Margalida Crespí · Andrea Fuentes · Thais Henríquez · Paula Klamburg · Gemma Mengual · Gisela Moron · Irina Rodriguez | 98,833 | R.P. de la XinaHuang Xuechen · Jiang Tingting · Jiang Wenwen · Liu Ou · Luo Xi · Shi Xin · Sun Wenyan · Wang Na · Wu Yiwen · Zhang Xiaohuan       | 97,667 | CanadàMarie-Pier Boudreau Gagnon · Camille Bowness · Jo-Annie Fortin · Sandy Gill · Chloe Isaac · Eve Lamoureux · Stephanie Leclair · Elise Marcotte · Karine Thomas · Valerie Welsh | 96,167 |

## Medaller
| Posició | País            | Or | Plata | Bronze | Total |
| 1       | Rússia          | 6  | 0     | 0      | 6     |
| 2       | Espanya         | 1  | 6     | 0      | 7     |
| 3       | R.P. de la Xina | 0  | 1     | 4      | 5     |
| 4       | Canadà          | 0  | 0     | 2      | 2     |
| 5       | Itàlia          | 0  | 0     | 1      | 1     |
| Total   | Total           | 7  | 7     | 7      | 21    |